# Andreas Pape (Politiker)
Andreas Pape (* 13. Mai 1960 in Bremen) ist ein Berliner Politiker (SPD).
Er legte 1979 das Abitur ab und begann danach an der FU Berlin zu studieren. Er beendete das Studium mit dem Abschluss als Diplom-Geologe. 1995 begann er als Pflegehelfer bei den Kliniken im Theodor-Wenzel-Werk zu arbeiten. 1976 trat Pape der SPD bei, bei der er im Ortsverband Alt-Moabit mehrere Funktionen innehatte. 1997 wurde er stellvertretender Vorsitzender des Kreisverbandes der SPD im Stadtbezirk Tiergarten, von 1998 bis zur Auflösung war er deren Vorsitzender. Nach der Reform war er eine Zeit lang Kassierer des Kreisverbandes der SPD im Bezirk Mitte. Von 1994 bis 1999 gehörte er der Bezirksverordnetenversammlung von Tiergarten an, danach war er Bürgerdeputierter der Bezirksverordnetenversammlung Mitte. Von 2001 bis 2006 gehörte er dem Abgeordnetenhaus von Berlin an, er wurde dabei im Wahlkreis Mitte 3 direkt gewählt.